# Via dei Lamberti
Via dei Lamberti è una strada del centro storico di Firenze, situata tra via dei Calzaiuoli e via Pellicceria. Lungo il tracciato si innestano via dell'Arte della Lana, Calimala e via dei Cavalieri. La strada odierna è frutto del Risanamento di Firenze, operato negli anni novanta dell'Ottocento. 

## Storia
La denominazione della strada è antica, attestata già dal 1293, in riferimento ai Lamberti, magnati e ghibellini che in quest'area ebbero case e torri, in particolare nel cosiddetto dado dei Lamberti. Il nome di via dei Lamberti è tuttavia attestato anche per un tratto di quella che fu poi via dei Cavalieri, più o meno corrispondente al segmento ancora esistente di quella via. 
Il tracciato della via dei Lamberti odierna, viceversa, è moderno, essendo stata la zona interessata dalle operazioni di 'risanamento' dell'antico centro fiorentino (in questa zona 1893-1895): l'identificazione della titolazione con l'attuale situazione è quindi da spostare in tempi ben più recenti, dato che solo nell'agosto del 1893 la giunta comunale deliberò l'attribuzione del nome al tratto da Calimala a via Pellicceria per estenderlo successivamente all'attuale, da via dei Calzaiuoli a via Pellicceria (deliberazione della giunta comunale del dicembre 1900). 
Precedentemente la strada era divisa in due tratti, che non erano subsequenziali ma interrotti dalla cortina di edifici del lato est di Calimala: accanto ad Orsanmichele si chiamava via o piazza di Orsanmichele tutto il percorso attorno a quell'edificio; il tratto occidentale corrisponde invece grossomodo alla via dei Lontanmorti, che sbucava su Pellicceria nella piazzetta del Monte di Pietà dei Pilli. A volte viene detto che via de' Lamberti insistesse su via del Fuoco (o Malborghetto), strada che invece correva parallela leggermente più a nord, iniziando in Calimala esattamente davanti al palazzo dell'Arte della Lana, e che collegava Calimala con la piazza di Sant'Andrea.

## Descrizione
La strada, pavimentata a lastrico, è compresa nella zona pedonale cittadina.

### Preesistenze

#### Il tratto di Orsanmichele

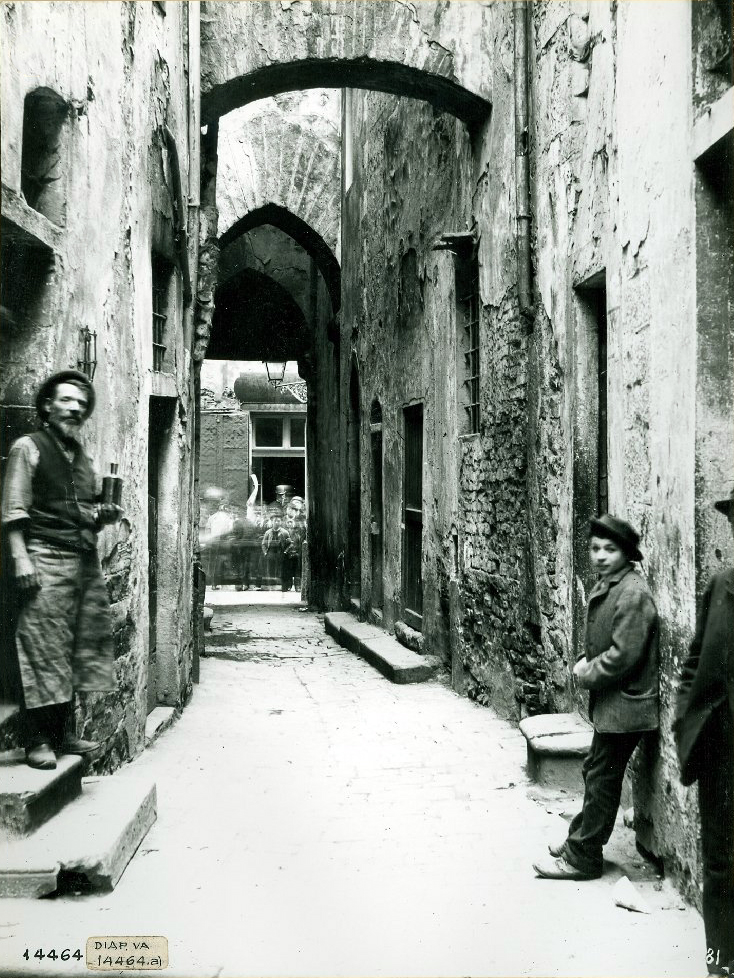
Via dei Lontanmorti verso via Calimala, con l'archetto a sesto acuto

Il primo tratto dell'attuale via dei Lamberti girava, come già detto, attorno ad Orsanmichele, e a parte l'ancora esistente palazzo dei Capitani di Orsanmichele, vi si trovavano le case della consorteria dei Cavalcanti e, per un certo periodo, la residenza dell'Arte dei Chiavaioli. Quest'ultima era in angolo con lo sdrucciolo di San Michele o dei Cavalcanti (oggi corrispondente al tratto meridionale di via dell'Arte della Lana). Tale vicolo, in leggera pendenza, era praticamente un passaggio voltato su cui insistevano delle abitazioni, nelle quali ebbe per un certo tempo casa il pittore Andrea del Sarto: sebbene le fonti ricordassero alcuni affreschi in quelle stanze, non reperiti al tempo delle demolizioni, restava sulla strada, affacciato verso Orsanmichele, un grande tabernacolo centinato con un'Annunciazione dipinta da quel pittore, opera oggi staccata e conservata nel Museo del Cenacolo di Andrea del Sarto. Qui la via di Orsanmichele si interrompeva con una cortina di alti edifici, che corrispondevano ad alcune botteghe, banchi e fondaci con ingresso principale su Calimala.

#### Via dei Lontanmorti
Oltre via Calimala iniziava via dei Lontanmorti, una stretta via dal carattere pittoresco per i numerosi cavalcavia e archi che la attraversavano; proprio vicino a Calimala se ne trovava uno a sesto acuto, l'unico del genere a Firenze, che faceva di questo scorcio uno dei più amati da fotografi e pittori, che più volte lo rappresentarono. Non si conosce l'origine del nome della via, enigmatico ed evocativo, che era comune anche al vicolo dei Lontanmorti (già chiasso dei Siminetti), che a metà della via si apriva sul lato a mezzogiorno e permetteva di raggiungere la piazza del Mercato Nuovo, sbucando più o meno all'altezza del portone del palazzo di via Porta Rossa 6. Sicuramente gli studi di Carocci esclusero che derivasse dal nome di una famiglia. Un'ipotesi è che il nome abbia origini militari, in relazione al luogo di raduno delle milizie cittadine in tempo di guerra, posto sul sito della loggia del Mercato Nuovo e contrassegnato ancora oggi dal simbolo di una ruota di carroccio. I "morti lontani" potrebbero essere dunque stati i cittadini periti nelle battaglie fuori città, i cui corpi non poterono mai essere riportati in città per essere sepolti negli edifici sacri entro le mura: si potrebbe trattare quindi di una dedica ai "caduti" ante litteram.
Sulla volta all'inizio della via, presso Calimala, era stata costruita una torre, e sotto la volta esisteva un tabernacolo con lampada, ormai quasi illeggibile nel XIX secolo. 

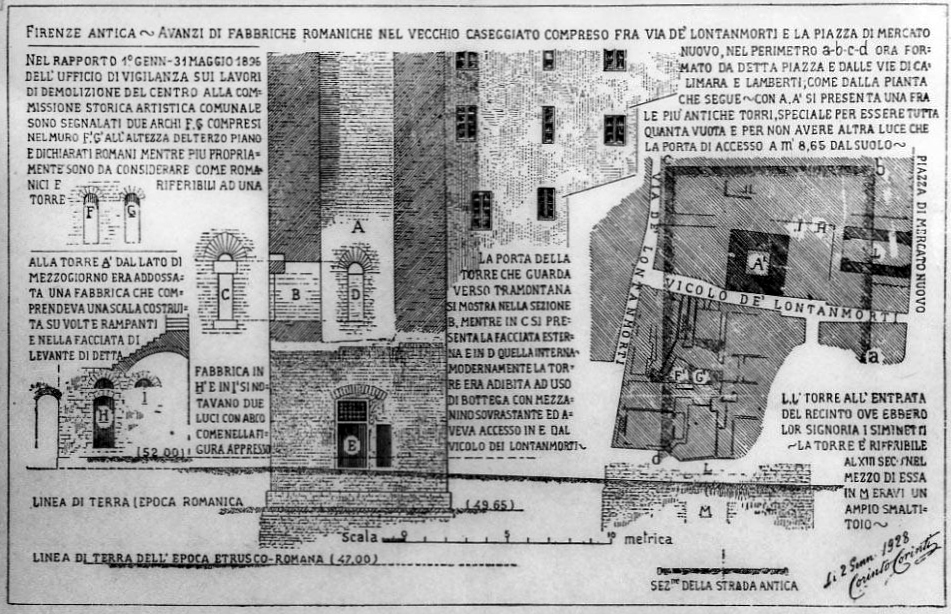
La "torre vuota" e altre torri, in una cartolina di Corinto Corinti

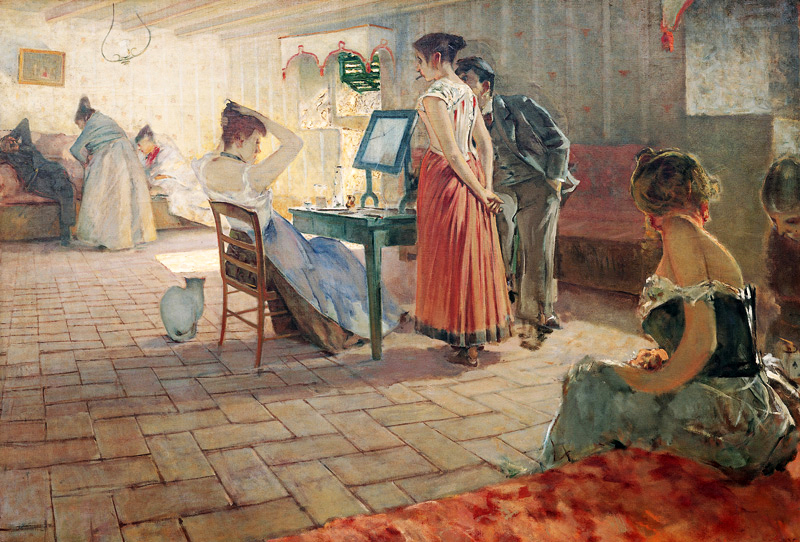
Telemaco Signorini, La toeletta del mattino, dipinto ambientato in via dei Lontamorti

In via dei Lontanmorti si trovavano alcuni edifici enigmatici, tramandatici dai rilievi di Corinto Corinti. Uno era la torre piena, o "soda", un edificio quadrangolare affacciato sul lato nord della vicina via del Fuoco, interamente riempito di materiale e senza alcun vano interno, probabilmente usata come contrafforte per gli edifici vicini. Un'altra, era invece la "torre vuota", lungo il vicolo dei Lontanmorti: al piano terra aveva una normale bottega, di installazione relativamente recente, mentre ai piani superiori era completamente vuota, levandosi per circa tredici metri e con una sola apertura, una porticina, a quasi nove metri di altezza.
Sul lato meridionale di questo lato della strada si allineavano le case dei De' Nobili, ristrutturate accuratamente tra Quattro e Cinquecento, dalle quali provengono molti pregevoli frammenti architettonici nel lapidario del Museo di San Marco. In una di queste case già dei Siminetti, sotto l'intonaco, vennero scoperte delle finestre ad arco romaniche, le uniche di quel genere in un edificio privato fiorentino.
In via dei Lontanmorti si trovava il bordello frequentato da Telemaco Signorini, immortalato nella tela La toilette del mattino. 
In angolo con la via dei Cavalieri si trovava la Residenza dell'Arte degli Albergatori, accanto alla sede degli Ufficiali di Grascia e, sull'altra cantonata, iniziava il dado dei Lamberti con la sede degli Oliandoli e Pizzicagnoli.

#### Piazza del Monte di Pietà
Da qui la via sfociava nella piazza del Monte di pietà dei Pilli, che nel tempo fu detta anche piazza dei "Pigli" (da non confondere con la piazza della loggia dei Pilli nell'isolato sull'altro lato di via Pellicceria) o piazza del dado dei Lamberti. Da questa piazzetta si poteva un tempo arrivare in Porta Rossa attraverso il chiasso del Mangano, vicolo accecato. Doveva il suo nome a un mangano medievale dell'Arte della Lana, usato per il finissaggio delle pezze. Ne esisteva ancora uno in questa zona, al tempo delle demolizioni, sull'altro lato di via Pellicceria, nella piazzetta detta "degli Erri" o "della Loggia dei Pilli".
Perpendicolare a questo vicolo esisteva invece il chiasso dei Bostichi, dal nome di una famiglia che qui possedeva una torre e altre case, e che andava da via Pellicceria al vicolo dei Lontanmorti. In una di queste case dei Bostichi, su via Porta Rossa, esisteva un tabernacolo con una Madonna che dà la cintola a san Tommaso, fatto murare dal Tribunale della Mercanzia col proprio stemma. Su un'altra di queste case esisteva uno stemma dell'Arte del Cambio, messo la corporazione l'aveva ottenuta dal testamento di Alessandro Bostichi, ultimo della sua famiglia prossima all'estinzione nel XV secolo.

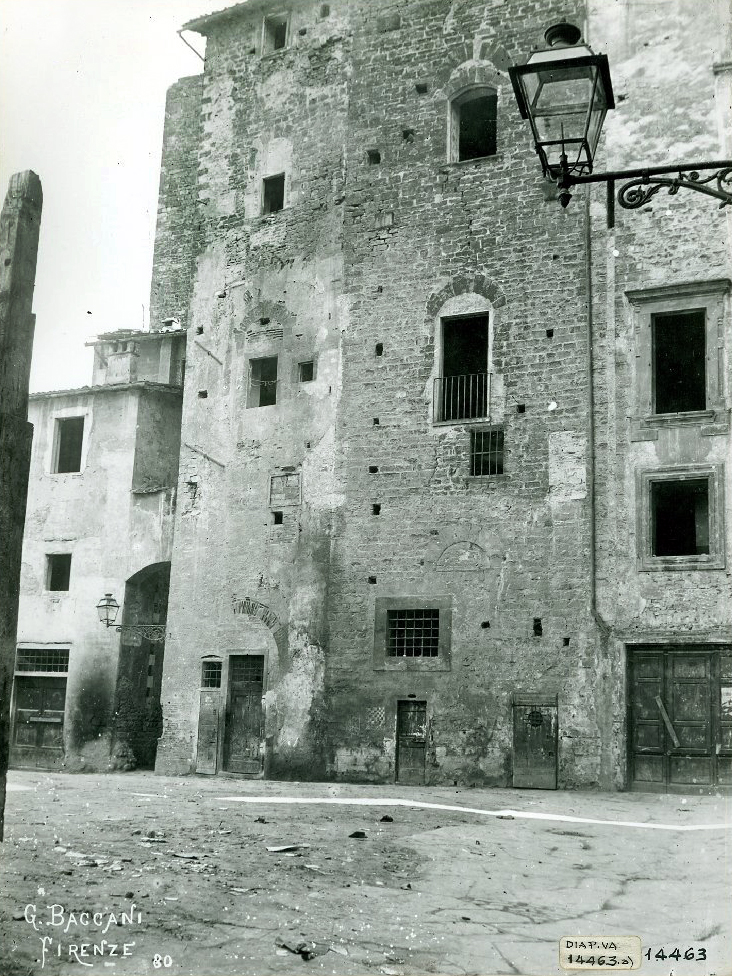
Le case dei De' Nobili
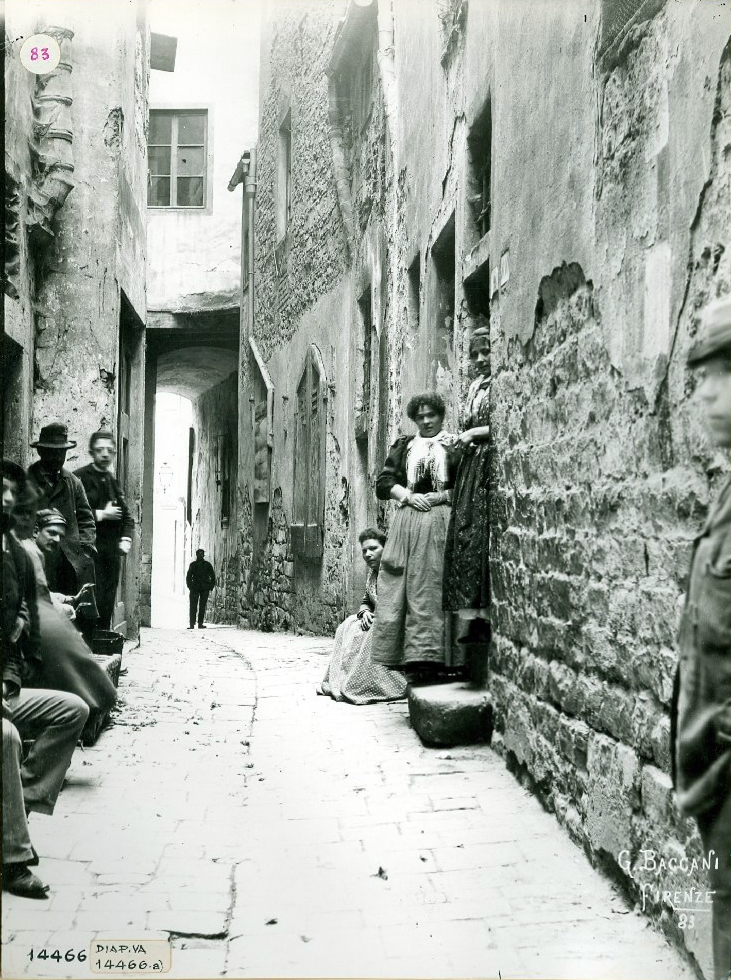
Il vicolo dei Lontanmorti
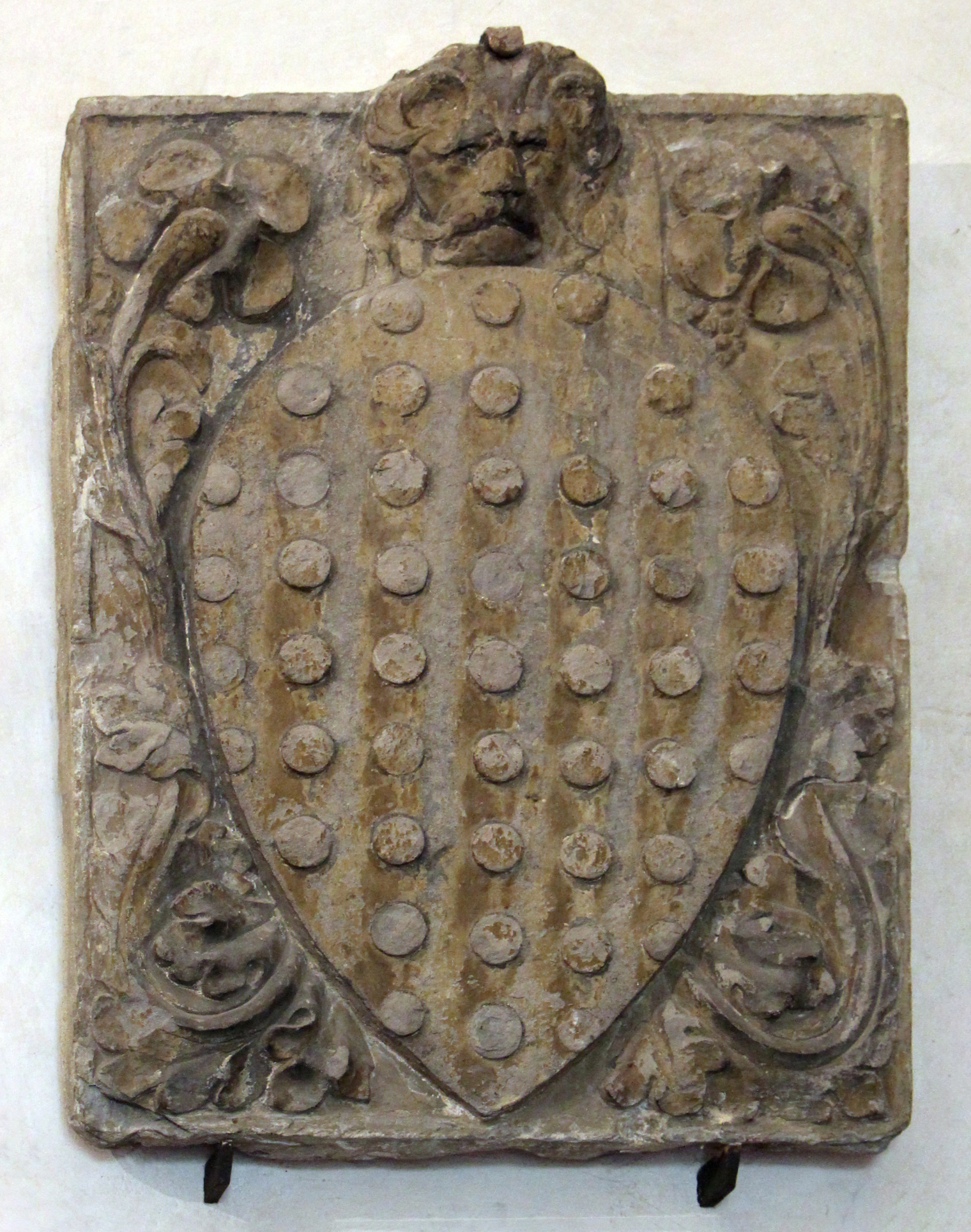
Stemma dell'Arte del Cambio, dall'arco tra il vicolo dei Lontanmorti e via Porta Rossa
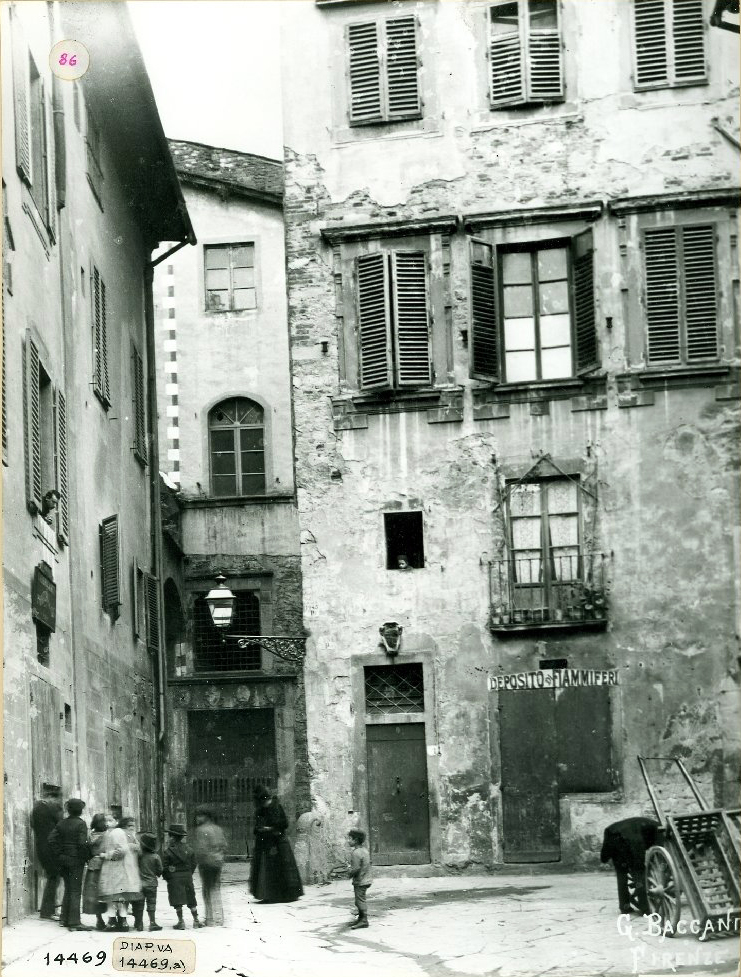
La piazza del Monte di Pietà
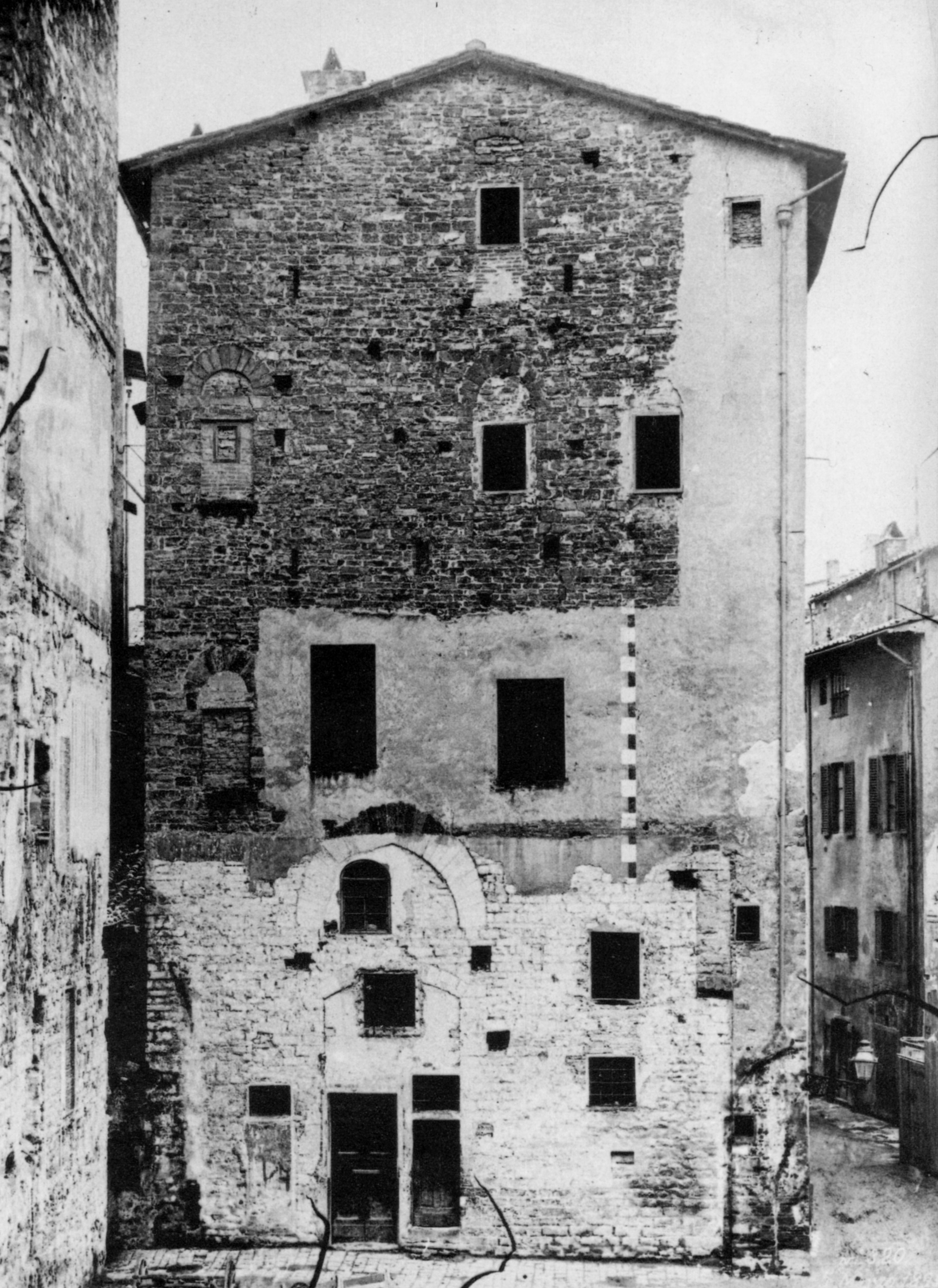
La torre dei Bostichi
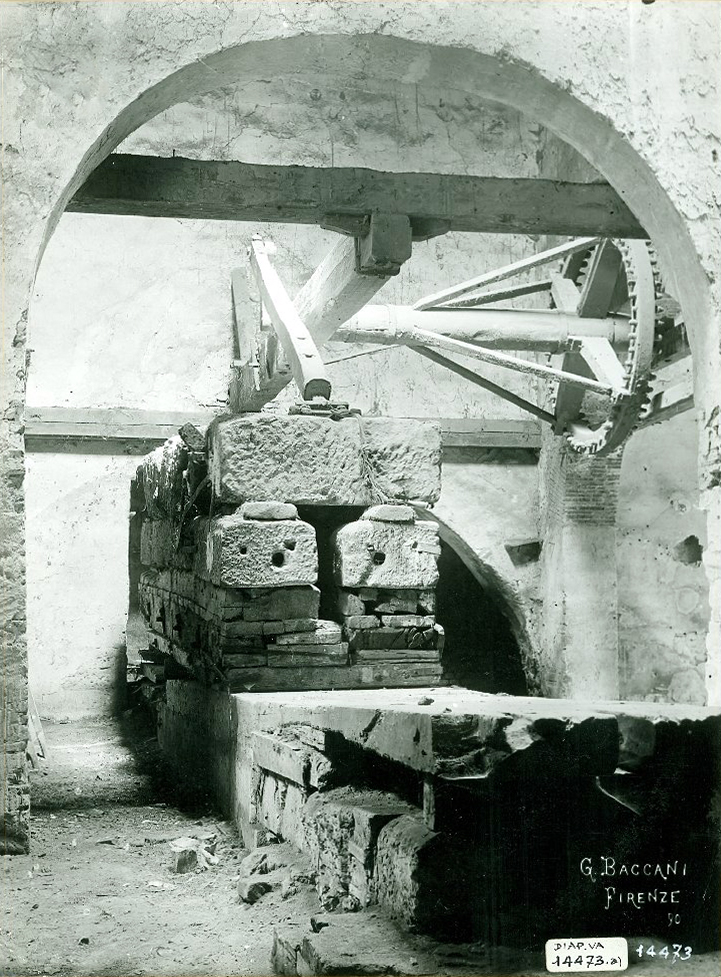
Il mangano medievale

### Edifici
| Immagine | N°      | Nome                                 | Descrizione |
| -------- | ------- | ------------------------------------ | --- |
|          | 1       | Palazzo dei Capitani di Orsanmichele | Attualmente l'edificio si sviluppa quasi senza soluzione di continuità con il palazzo dei Cavalcanti, ma un tempo era da questo separato tramite un chiasso, ancora ben apprezzabile nella carta di Stefano Buonsignori del 1584, corrispondente a un negozio in via dei Calzaiouoli 19 rosso. Fu in antico di proprietà della compagnia deputata all'amministrazione di Orsanmichele, come documentano le rotelle in alto recanti le iniziali O S M (Or San Michele), due ai lati del fronte di via dei Calzaiuoli, una su via de' Lamberti. Da ambedue i lati i fornici del pianterreno avevano a metà una tettoia per proteggere le merci dei negozi, abbattute alla fine del Seicento ma delle quali restano ancora le mensole scalpellate sulle quali poggiavano le travi della tettoia. |
|          | s.n.    | Orsanmichele                         | Il grande edificio, oggi formante un parallelepipedo di tre piani sorse come deposito e loggia del mercato delle granaglie, sorse a partire dal 1240 su un piccolo monastero femminile dedicato a san Michele e dotato di orti, da cui per contrazione prese il nome. I lavori, progettati probabilmente da Arnolfo di Cambio, si conclusero nel 1290. Su uno dei pilastri si trovava un dipinto, forse ad affresco, di una Madonna, ritenuta miracolosa e oggetto di grande devozione popolare. Del culto e della gestione delle donazioni e elargizioni ex voto si occupava la compagnia dei Laudesi. La loggia fu gravemente danneggiata da un incendio il 10 luglio 1304; ricostruita tra il 1337 e il 1350 da Simone Talenti, Neri di Fioravante e Benci di Cione Dami, ebbe la forma attuale, di maggiori dimensioni e a pianta rettangolare. Nel 1347 Bernardo Daddi dipinse la Madonna delle Grazie che andò a sostituire l'antica immagine venerata, andata distrutta nell'incendio. dagli anni 1360 si decise di tamponare le arcate al piano terra e allontanare il mercato, destinando definitivamente l'edificio a chiesa. Nel frattempo, dal 1404, l'Arte della Seta ottenne ufficialmente dal Comune che i tabernacoli esterni fossero decorati dalle statue dei santi protettori delle Arti di Firenze. Sul lato di via dei Laberti in particolare si trovano oggi i tabernacoli dei Linaioli e Rigattieri (col San Marco di Donatello), dei Vaiai e Pellicciai (San Jacopo attribuito a Niccolò di Piero Lamberti), dei Medici e Speziali (con la Madonna della Rosa attribuita a Piero di Giovanni Tedesco) e dell'Arte della Seta (con il San Giovanni Evangelista di Baccio da Montelupo). Oggi è ancora un edificio religioso al piano terra, e museo ai due piani superiori. |
|          | 15r-21r | Palazzo degli Angeli                 | Il grande palazzo (sette assi per quattro piani) sorge nella zona già segnata da antiche case delle famiglie Cavallereschi e Borromei, e risulta eretto su progetto dell'architetto Giuseppe Boccini nel 1892 come sede dei Grandi magazzini proprietà di Silvio Catastini. Nel 1921 fu acquistato dalla Società Cattolica d'Assicurazione. L'edificio si distingue dalle coeve architetture neocinquecentesche per l'intervento pittorico a monocromo che si dispiega su tutti i fronti, a fingere una decorazione a graffito. Nonostante il riferimento a una tecnica antica e tradizionale, non vi è qui l'intento di riproporre modelli rinascimentali ma, pur citando sfingi, grifi e mascheroni di eco manierista, di esprimere una sensibilità chiaramente tardo ottocentesca. Qui abitò, nei primi decenni del Novecento, Aldo Palazzeschi con la sua famiglia. |
|          | s.n.    | Palazzo dell'Arte della Lana         | L'originario edificio destinato a residenza dell'Arte della Lana fu eretto nel 1308, come attestano due iscrizioni latine presenti sui fronti dell'attuale palazzo (ambedue con scolpito in rilievo l'Agnus Dei proprio dell'insegna dell'Arte), inglobando una più antica torre della famiglia Compiobbesi. Acquistato nel 1890 dal Comune di Firenze fu ceduto nel 1903 alla Società Dantesca Italiana per le pubbliche letture ad illustrazione della Divina Commedia. Questa promosse un complesso intervento di restauro e ricostruzione della proprietà, oramai isolata a seguito dell'intervento di risanamento dell'area del Mercato Vecchio (1881-1895), in modo da trasformare l'antica torre dei Compiobbesi in un'architettura aderente all'idea che allora si aveva della Firenze trecentesca. Il lato su via dei Lamberti, in particolare, è composto da un edifciio che conteneva lo scalone fatto erigere da Cosimo I de' Medici a Bernardo Buontalenti per meglio collegare, tramite il cavalcavia ancora esistente, il piano superiore di Orsanmichele destinato ad archivio notarile. Tanto la loggetta al piano terra (a tre fornici) e quanto quella al piano superiore (a cinque, intervallati da colonnine tuscaniche) sono frutto del restauro degli anni 1921, suggellato dall'iscrizione "Società Dantesca Italiana. MCMXXI." che si vede su un cartiglio. |
|          | 23r-29r | Palazzo Rossi Canevari               | L'edificio fu eretto sulle antiche case dei Cavalcanti e dei Malatesti nel 1896, su progetto dell'ingegnere Enrico Carcasson. Lo stile è quello consueto del tempo, riecheggiante modelli cinquecenteschi, con ricorsi e profusione di bugnato e comunque ricco e magniloquente. Sul fronte laterale affacciato su Porta Rossa presenta cinque piani per quattro assi, che riprendono il prospetto principale su Calimala. |
|          | 2       | Palazzo Paoletti                     | L'edificio risulta eretto nel 1895 su progetto dell'architetto Tito Bellini nel luogo dove anticamente era la residenza dell'Arte degli Albergatori, a definire, con la sua mole resa ancor più imponente dall'impiego del bugnato rustico, la cantonata tra via de' Lamberti e Calimala. Al centro del piano nobile è il consueto terrazzo sotto il quale, dal lato di via de' Lamberti, è la scritta "Aedificata Anno Domini 1895". |
|          | 5       | Palazzo Morozzi Dilaghi              | Fu eretto tra il 1891 e il 1893 dall'architetto Pietro Berti, con chiari riferimenti all'architettura fiorentina trecentesca che qui si unisce ad elementi già di gusto Liberty. Sviluppato su cinque piani per cinque assi, presenta al piano terreno una successione di fornici ad arco ribassato e, sui soprastanti tre piani, finestre a bifore coronate da archi a bozze. Elemento caratterizzante sono quattro fasce dipinte a simulare una decorazione a graffito, creato da Galileo Chini (1900) ispirandosi ad alcuni frammenti della casa Davanzati nell'omonima piazza. |
|          | 39r-45r | Palazzo Guarducci                    | Con la fronte su via Pellicceria 8, davanti al palazzo delle Poste, e con il fianco su via de' Lamberti, questo edificio rivela un'insolita eleganza di linee architettoniche da cui traspare l'eco dell'arte di Giuseppe Poggi. Le finestre in pietrame sono inquadrate in una semplice cornice a lesene, entro la quale risaltano gli specchi di intonaco chiaro. I fronti sono delimitati da conci in pietra artificiale e presentano ambedue un'estensione di quattro assi organizzati su tre piani più due mezzanini. |
|          | 16r-26r | Palazzo                              | L'edificio fu eretto attorno al 1897 nella zona dove già insistevano le case della famiglia Lamberti, su progetto dell'architetto Torquato Del Lungo, così come risulta da vari disegni conservati presso l'Archivio Storico del Comune di Firenze. Rispetto a questi l'attuale fabbrica presenta alcune semplificazioni, per il minor dispiego di cornici bugnate a forte rilievo, già proprie del lessico poggiano e particolarmente amate dal Del Lungo. I due fronti principali, su via Pellicceria e su via de' Lamberti, presentano identico disegno ed estensione, pari a sei assi per quattro piani. Su via de' Lamberti è una lapide dantesca in riferimento all'omonima famiglia, coronata dall'arme del casato (d'azzurro, a sei palle d'oro, 3.2.1.). |

### Lapidi
Presso il n. 3 è presente una lapide dantesca, alludente alla famiglia Lamberti, della quale è presente anche uno scudo:
| . . . . . . . . . . E LE PALLE DELL'ORO FIORIAN FIORENZA IN TVTT’I SVOI GRAN FATTI. DANTE_PARAD · _ XVI_110-111_ |